# ايريك هايبلوك
ايريك هايبلوك (بالهولندية: Erik Heijblok)‏ (29 مايو 1977 بفيرينجن في هولندا - ) هو لاعب كرة قدم هولندي في مركز حراسة المرمى. لعب مع أياكس أمستردام وإي زد ألكمار ودي غرافشاب ونادي فولندام ونادي هارلم وHVV Den Haag ‏.

## وصلات خارجية
- ايريك هايبلوك على موقع الاتحاد الأوربي (الإنجليزية)
- ايريك هايبلوك على موقع قاعدة بيانات كرة القدم.إي يو (الإنجليزية)
- ايريك هايبلوك على موقع Soccerway.com (الإنجليزية)
- ايريك هايبلوك على موقع عالم كرة القدم.نت (الإنجليزية)